# NGC 7638
NGC 7638 = IC 1483 ist eine Spiralgalaxie vom Hubble-Typ S im Sternbild Pegasus am Nordsternhimmel. Sie ist schätzungsweise 363 Millionen Lichtjahre von der Milchstraße entfernt und hat einen Durchmesser von etwa 65.000 Lichtjahren. 

Im selben Himmelsareal befinden sich u. a. die Galaxien NGC 7627, NGC 7630, NGC 7639, IC 1484.
Das Objekt wurde am 8. August 1880 von Andrew Ainslie Common entdeckt.